# ناتالیا لیسوفسکایا
ناتالیا لیسوفسکایا (روسی: Наталья Венедиктовна Лисовская؛ زادهٔ ۱۶ ژوئیهٔ ۱۹۶۲) پرتاب‌گر وزنه اهل اتحاد جماهیر شوروی سوسیالیستی بود.
وی در مسابقات کشوری و بین‌المللی در مجموع برندهٔ ۵ مدال طلا، ۲ مدال نقره شده‌است.